# Berotha piepersii
Berotha piepersii là một loài côn trùng trong họ Berothidae thuộc bộ Neuroptera. Loài này được van der Weele miêu tả năm 1904.